# Зигмунд Анчок
Зигмунд Юзеф Анчок (пол. Zygmunt Józef Anczok; нар. 14 березня 1946, Люблінець, Польща) — польський футболіст та тренер, виступав на позиції захисника. Гравець збірної Польщі, олімпієць.

## Клубна кар'єра
Зигмунд Анчок розпочав футбольну кар'єру в 1959 році в клубі «Спарта» (Люблінець), в якому виступав до 1963 року. Потім перейшов у «Полонію» (Битом), з якою досяг у своїй кар'єрі найбільшого успіху в національних та міжнародних змаганнях: у сезоні 1964/65 років виграв Кубок Карла Раппана та Кубок Америки, двічі завоював бронзові медалі Екстракляси (1966, 1969), а в 1966 році отримав звання Гравець року за результатами опитування в катовіцькому журналі «Спорт». У «Полонії» (Битом) виступав до 1971 року і провів за команду 194 поєдинки в польському чемпіонаті.
Після цього Анчок став гравцем тодішнього чемпіона Польщі та володаря кубку Польщі — «Гурника» (Забже), з яким захистив золотий дубль у сезоні 1971/72 років, а також віце-чемпіонство Польщі в сезоні 1973/74 років. У футболці «Гурника» виступав до 1974 року, за цей час у чемпіонаті Польщі провів 38 матчів, загалом же у вищому дивізіоні польського чемпіонату зіграв 232 поєдинки.
У 1975 році виїхав до Чикаго, де виступав у місцевих клубах «Вісла Чикаго» (1975) та «Чикаго Катц» (1975—1976). У 1977 році повернувся до Європи, де став гравцем норвезького клубу Першого дивізіону — «Скейд» (Осло), в якому став першим польським футболістом, а в 1979 році у віці 33-х років завершив кар'єру футболіста.

## Кар'єра в збірній
Зигмунд Анчок виступав у збірній Польщі з 1965 по 1973 рік і зіграв 48 матчів. Дебютував за збірну 13 жовтня 1965 року на Гемпден-Парк в Глазго в кваліфікації Чемпіонату світу 1966 року проти Шотландії, який завершився перемогою «червоно-білих» з рахунком 2:1. Сильними сторонами Анчока була неймовірною витривалість та швидкість, він часто брав участь в атаках збірної і не обмежувався оборонними завданнями, а свідченням майстерності Анчока в національній збірній були виступи під час турне по Південній Америці в травні 1966 року, де він протистояв відомими бразильськими нападника Пеле і Гаррінчею в матчі з національною збірною Бразилії (поразка 1:4 та 1:2) та нічийний поєдинок (1:1) проти збірної Аргентини в Буенос-Айресі.
27 травня 1971 року в Москві брав участь у прощальному матчі відомого радянського воротаря — Лева Яшина в команді зірок ФІФА разом з Влодзімежом Любанським.
Під час олімпійського турніру в Мюнхені був основним гравцем команди на чолі з Казімєжом Гурським і зіграв в усіх семи поєдинках, включаючи фінальний поєдинок 10 вересня 1972 року на Олімпійському стадіоні в Мюнхені, де польська команда виграла з рахунком 2:1 у чинних олімпійських чемпіонів — збірної Угорщини, завдяки чому вперше в історії стала олімпійськими чемпіонами. У вересні 1972 року отримав Золоту відзнаку ПЗПН. Після цього кар'єру Зигмунда перервали численні травми, у тому числі перелом кісток плеснової кістки, які поїздці на чемпіонат світу 1974 у ФРН, внаслідок чого свій останній поєдинок у збірній Польщі зіграв на Нініан Парк у Кардіффі в кваліфікації чемпіонату світу 1974 року зі збірною Уельсу, де «біло-червоні» програли з рахунком 0:2.

## По завершенні кар'єри
По завершенні кар'єри футболіста працював тренером у рідному клубі «Спарта» (Люблінець), але численні проблеми зі здоров'ям змусили Анчока змінити професію. Деякий період часу працював таксистом. У 2006—2010 роках працював радником міста Люблінець.
З 2014 року член Клубу видатних гравців збірної.

## Статистика

### У збірній
| Національна збірна | Рік    | Матчі | Голи |
| ------------------ | ------ | ----- | ---- |
| Польща             |        |       |      |
| 1965               | 3      | 0     |      |
| 1966               | 9      | 0     |      |
| 1967               | 5      | 0     |      |
| 1968               | 1      | 0     |      |
| 1969               | 8      | 0     |      |
| 1970               | 7      | 0     |      |
| 1971               | 5      | 0     |      |
| 1972               | 8      | 0     |      |
| 1973               | 2      | 0     |      |
| Усього             | Усього | 48    | 0    |

## Досягнення
«Полонія» (Битом)
- Екстракляса
  -  Бронзовий призер (2): 1966, 1969

- Кубок Карла Раппана
  -  Володар (1): 1965

- Кубок Америки
  -  Володар (1): 1965

«Гурник» (Забже)
- Екстракляса
  -  Чемпіон (1): 1972
  -  Срібний призер (1): 1974

- Кубок Польщі
  -  Володар (1): 1972

Збірна
- Олімпійський футбольний турнір
  -  Чемпіон (1): 1972

Індивідуальні
- Гравець роки за опитуванням катовіцького журналу «Спорт» (1): 1966